# Vlada pokrajine Katalonije
Mankomunitat (cat. La Mancomunitat de Catalunya) je katalonska vlada, odnosno Asamblea de la Mancomunitat de Catalunya. Nastala je 6. aprila 1914. godine, pod predsedništvom Enrika Prat de la Ribe (cat. Enric Prat de la Riba), i ova institucija je predstavljala najjači pokušaj za osamostaljivanjem i potvrdom suvereniteta i samouprave pokrajine Katalonije. Takođe je postala prva vladajuća institucija novog političkog katalanizma.

## Istorija
Dana 26. marta 1914. godine, usvojen je Statut Katalonske vlade, koji je sačinio Enrik Prat de la Riba (Enric Prat de la Riba), za odbor Pokrajinskih veća Katalonije iz januara 1913. godine. Političko-administrativnu organizaciju Vlade sačinjavala su tri ključna organa: generalnu skupštinu, stalno veće i predsedništvo. 
- Skupština je bila suverena, sačinjena od poslanika iz četiri katalonske pokrajine: Taragone, Leride, Đirone i Barselone. Predsedavajući je bio predsednik Vlade, ali je kasnije dobila i sopstvenog predsednika, 1919. godine. Skupština je brojala 96 poslanika. Njih 36 je bilo iz Barselone, dok je preostalih 60 bilo iz preostale tri pokrajine, tačnije iz svake po 20.
- Veće, koje je imalo izvršnu vlast, bilo je sastavljeno od predsednika i osam konzulata, po mogućnosti po dva iz svake pokrajine, a sa različitim političkim stavovima, u cilju da se izbegne centralizam Barselone.[2]

Enrik Prat de la Riba bio je izabran za predsedavajućeg sa osamdeset glasova "za" i 6 uzdržanih. 
Za vreme diktature koja je trajala tokom predsedništva Enrika Prat de la Ribe otvorene su značajne kulturne institucije koje su postale veoma važan deo katalonske kulture kao Institut za katalonske studije, a ideju za osnivanje ove institucije dala je grupa čiji je vođa bio Pompeu Fabra, španski lingvistika koji se zalagao za normiranje katalonskog jezika, i Biblioteka Katalonije. 
Neosporna dostignuća ovog pokreta, kao i zalaganje za kulturni, kao i društveni napredak, nisu trajala dugo. Naime, odmah naredne godine, nakon proglašenja, 1915, Migel Primo de Rivera (Miguel Primo de Rivera) uspostvlja vojnu diktaturu, zatim eliminiše poslanike (one koji su se zalagali za to) i okončava postojanje ovog organa sa obrazloženjem da, prema njegovim rečima, njegov nacionalizam predstavlja pretnju za fundamentalne i korenite temelje istinskog španskog nacionalizma.